# Fatoumata Camara Diallo
Pour les articles homonymes, voir Camara et Diallo.
Fatoumata Camara Diallo, née le 22 novembre 1949, est une femme politique malienne. Elle a notamment été ministre de l'Éducation de base en 1993.

## Biographie
Fatoumata Camara Diallo est titulaire d'un doctorat en sciences de l'éducation à l'université Bordeaux-II. 
Elle est secrétaire d'État chargée de l'Éducation de base du 9 juin 1992 au 16 avril 1993 et ministre de l'Éducation de base du 16 avril 1993 au 7 novembre 1993.
En décembre 1996, elle a été élue présidente de l’Association malienne pour l’appui à la scolarisation des filles (Amasef) affiliée au réseau du Forum des éducatrices africaines (FAWE en anglais).
Elle est l'épouse de l'homme politique Ahmed El Madani Diallo.